# Habrophlebia vibrans
Habrophlebia vibrans is een haft uit de familie Leptophlebiidae. De wetenschappelijke naam van de soort is voor het eerst geldig gepubliceerd in 1908 door Needham.
De soort komt voor in het Nearctisch gebied.